# Punta de Chimino
Punta de Chimino est un site archéologique maya situé dans le Département du Petén, au Guatemala.

## Situation géographique
Le site se trouve sur une péninsule sur le côté ouest du lac Petexbatún, au sud de la ville de Sayaxché